# 公開空地
公開空地（こうかいくうち）とは、オープンスペースの一種で、1971年に創設された総合設計制度に基づいて設置され、開発プロジェクトの対象敷地に設けられた空地のうち、一般に開放され自由に通行または利用できる区域のことを言う。
有効容積に応じて、容積率割増や高さ制限を特定行政庁が緩和する。

## 概要
公開空地の条件にされるのが、歩行者が日常自由に通行又は利用できる、広く一般に開放された空地又は空地の部分（環境を向上させるような植込み、芝、池等を含む）や道路側の遮断を行わずに周辺環境の向上に努めることである。なお、営利目的な施設等は長期間にわたって常設占有はできないことになっているが、イベントなどの一時的な利用は可能である。
公開空地は、建築や都市用語である、都市空間における建築物と建築物のあいだ、住宅地における敷地と建物の間等の空間的な間である「つなぎ空間」をも意味する。公開空地は都市空間では公園としての使用が多く見られるが、道路、広場、庭、アプローチ、コモンスペースなども含まれる。
アメリカでは一般に開発を促進するための地域制度にインセンティブゾーニングがあり、地方行政がゾーニング税制を一定の目的で静穏率や建物用途等を緩和させることによって、開発者に利益を与える代わりに、公開空地確保などの配慮、公共施設調整や歴史的建物の保全等の公益利益を引き出す手法として導入されている。日本でも総合設計制度の公開空地確保などはこれに該当し、その他に東京駅近辺の容積権移転や歩行者道路などの整備による緩和ボーナス等が行われている。
1970年以降は、新宿副都心の都市開発にともない、超高層建築物の建設が計画され、高層建築物などの高容積建築物の入口周辺は、出勤時に生じるピーク通行量人口の過密を処理するにたる緩衝空間としてのオープンスペースが必要であることから、ビル足もとに行政指導による公開空地が生みだされ、空間としての憩いを演出していった。
新宿三井ビルの三井55広場は、サンクンガーデン(沈床園)となって囲まれた空間を創出し、ケヤキの緑陰や滝などがくつろぎをもたらし、テーブル、ベンチが飲食可能な空間を演出している。その他雑木林風の京王プラザホテル、緑陰のなかの丸いベンチに特色がある新宿野村ビル、建築内部の空間であるNSビルアトリウム、新宿住友ビル他、各ビルの足元には公開空地が設けられている。
敷地の中で建築が占めていない部分をエクステリアと呼ばれるが、広大な庭園の場合から壁が顔に接していて、ほとんどスペースのない場合まである。日本においてその場所をランドスケープ、そのデザインをランドスケープデザインと呼び始めて数10年である。それまでは外構、庭、外構設計や庭園設計と呼ばれていた。
しかし、アメリカから新しい概念として持ち込まれたランドスケープには、これまでにはない要素「ランドスケープデザインとは、パブリックスペースのデザインである」という観念である。特にマンションやビルといった建物のエクステリアは、建築と都市との接点であり、そこに社会性があるとする考え方で、公共性がある道路や広場のような国や市町村に所属するスペース、公共空間に対し、こうしたエクステリアは私有地の中ではあるが、公共的な空間と化しており、したがってそのデザインは、視覚的、動線的、機能的に、社会に向けられてつくられていなければならないと考えられはじめた。
街で建築を見るときの見方も変わってきており、その建物と持ち主、そして設計者の社会への姿勢をその空間のデザインから読み取くことから、今日ではエクステリアよりもランドスケープの用語が使用されている。